# Grefrath
Grefrath  est une municipalité de l'arrondissement de Viersen dans le land de Rhénanie-du-Nord-Westphalie en Allemagne.
Elle se trouve à 15 km au nord-ouest de Mönchengladbach, 15 km à l'ouest de Krefeld et 15 km à l'est de Venlo.

## Patrimoine
- Abbaye de Mariendonk